# Stadiale

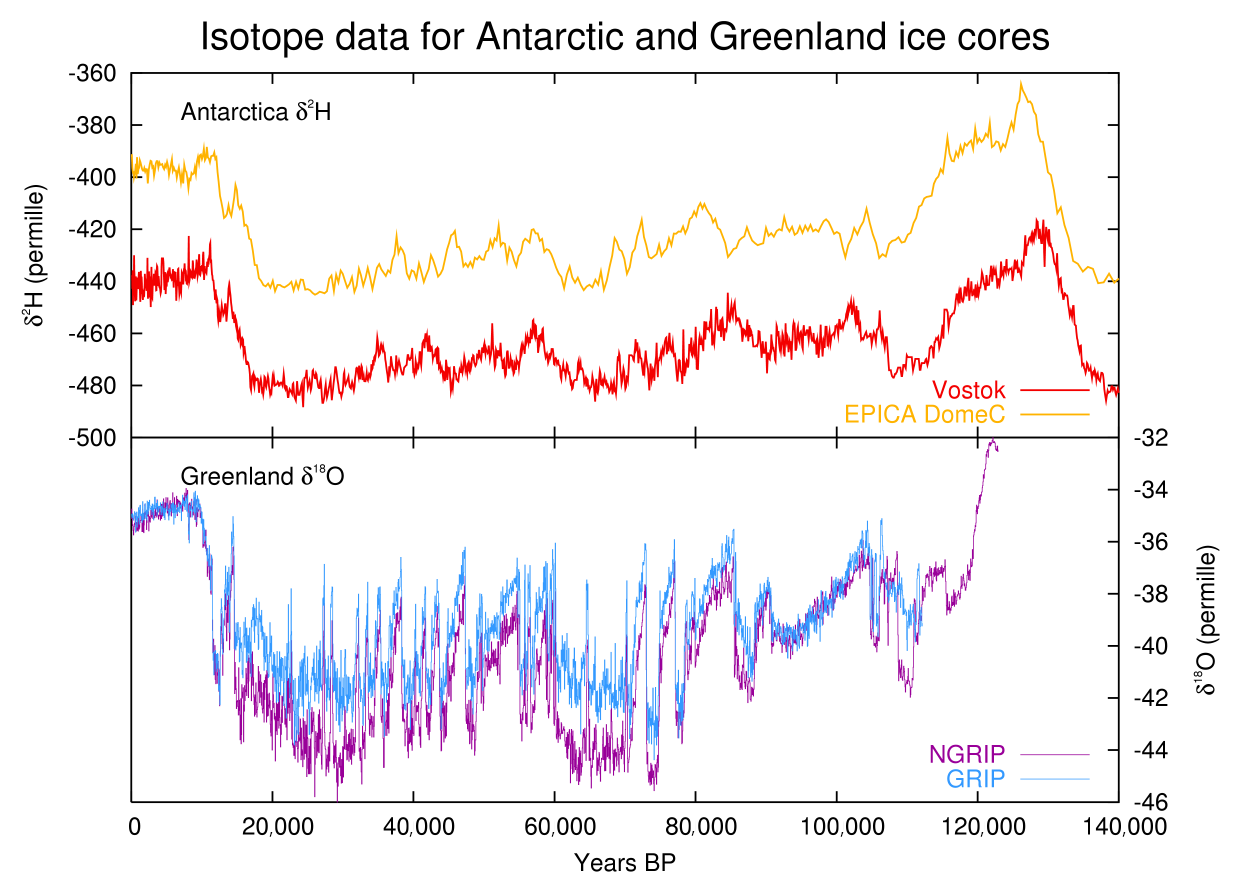
Ultimo periodo glaciale, come desunto dai dati forniti da carote di ghiaccio dell'Antartico e della Groenlandia.

In climatologia uno stadiale è un periodo di temperature più fredde durante un periodo interglaciale di durata o intensità insufficiente per essere considerato un periodo glaciale vero e proprio (senza cioè che si sviluppi una glaciazione vera e propria). Stadiali rilevanti includono gli eventi dell'antico e recente Dryas e la Piccola era glaciale.
Un interstadiale è un periodo più caldo durante un periodo glaciale di durata o intensità insufficiente per essere considerato un interglaciale vero e proprio. Generalmente, gli interstadiali durano meno di diecimila anni, gli interglaciali più di diecimila. Lo Stadio Eemiano, che durò da circa 130 000 a 75 000 anni fa, fu l'ultimo interglaciale antecedente all'attuale epoca dell'Olocene. L'Oscillazione di Bølling e l'Oscillazione di Allerød, dove essi non sono chiaramente distinti nell'evidenza stratigrafica, sono presi insieme per formare l'interstadiale di Bølling/Allerød, che viene compreso tra circa 14.700 a 12.700 anni Prima del Presente.
Durante i centomila anni del più recente periodo glaciale (glaciazione Wisconsin), le carote di ghiaccio della Groenlandia mostrano 24 interstadiali, definiti eventi di Dansgaard-Oeschger; essi sono stati più estensivamente studiati, e talvolta nominati (l'interstadiale di Brorup, Odderade, Oerel, Glinde, Hengelo, Denekamp, ecc.) nei loro contesti europei settentrionali.